# Dom Inocêncio
Dom Inocêncio é um município brasileiro do estado do Piauí. Localiza-se a uma latitude 09º00'08" sul e a uma longitude 41º58'25" oeste.
Sendo um dos maiores municípios em extensão do estado do Piauí, Dom Inocêncio ocupa uma área proporcional a 1,6% do Estado do Piauí e 0.0474% do território nacional. De acordo com o IBGE a população atual é estimada em cerca de 9.376 habitantes.
Dom Inocêncio foi desmembrado de São Raimundo Nonato em 7 de junho de 1988. É uma das poucas cidades do Território da Serra da Capivara com estrutura urbana planejada. O acesso à cidade se dá pelas vias: BR 020 e PI 144.

## Subdivisão de planejamento
O “Planejamento Participativo para o Desenvolvimento Sustentável” é um recurso, cunhado pelo Governo do Estado, que visa desenvolver um amplo e participativo processo de planejamento territorial. Além de definir estratégias de desenvolvimento de médio e longo prazo, tal planejamento tem como ênfase a elaboração e implementação de planos regionais, tornando fundamental a participação efetiva dos municípios e comunidades.
No plano estadual de desenvolvimento o município se situa:
- Macrorregião dos Semiáridos Piauienses;
- Território Integrado da Serra da Capivara;
- Aglomerado 17.

## Aspectos Culturais
O município é referência nacional como "Terra dos Sanfoneiros", devido à profusão de artistas da sanfona oriundos do local. Economicamente, a cidade tem como atividade principal a ovinocaprinocultura, que é a criação de ovinos e caprinos, segmento que lhe concedeu o título de "Terra dos Caprinos".

## Economia
Predomina na região, as atividades voltadas ao setor primário e terciário, compreendendo aí as atividades relacionadas a agricultura, que no município se dá basicamente pela produção sazonal feijão, milho, mandioca e algodão, e também a prestação de serviços. Atualmente estima-se que 58,9% da população seja economicamente ativa. Como a maior parte dos 16 municípios da microrregião de São Raimundo Nonato, Dom Inocêncio não possui polo industrial. A única atividade de produção industrial no município é na área de limpeza onde uma pequena empresa, CPL-Cristal produtos para limpeza, atua na fabricação de saneantes.
Segundo dados do IBGE, o município produz anualmente um Produto Interno Bruto que gira em torno de R$ 30.633,00, gerando assim uma renda per capita anual de R$ 3.304,19. Basicamente a composição econômica do município é caracterizada da seguinte forma:
- Imposto sobre produtos líquidos de subsídio: R$ 959,00
- Valor bruto da agropecuária: R$ 3.727,00
- Valor bruto da indústria: R$ 2.941,00
- Valor bruto dos serviços: R$ 23.006,00

## Geografia
Localiza-se no Território de Desenvolvimento da Serra da Capivara, sudoeste piauiense. Tido como o município de maior extensão territorial dessa região, Dom Inocêncio faz fronteira com os municípios de São João do Piauí, João Costa, Capitão Gervásio Oliveira, Lagoa do Barro do Piauí, Coronel José Dias, e o estado da Bahia.
As unidades geológicas presentes no município de Dom Inocêncio pertencem às coberturas sedimentares e ao embasamento cristalino. As rochas sedimentares ocupam cerca de 15% da área total, compreendendo as seguintes unidades:
- Depósitos Colúvio-Eluviais – areia, argila, cascalho e laterito.
- Grupo Serra Grande da Bacia do Parnaíba – conglomerado, arenito e intercalações de siltito e folhelho.

Já as rochas do embasamento cristalino ocupam aproximadamente 85% da área restante, sendo essas representadas pelas:
- Unidades Barra Bonita.
- Lagoa do Alegre.
- Complexo Sobradinho.

Dentre as formas de relevo presentes na região, destacam-se principalmente as superfícies tabulares reelaboradas, relevo plano ou acidentado com altitudes variando de 150 a 300 metros; superfícies tabulares cimeiras, com relevo plano, grandes mesas recortadas e superfícies onduladas de relevo movimentado; encostas e prolongamentos residuais de chapadas, compreendendo desníveis e encostas mais acentuadas de vales e acentuadas elevações.
Com grandes ladeiras e encostas o relevo urbano é bastante acidentado, o que é muito comum na região dos altos vales da fronteira do Piauí com a Bahia.

## Aspectos Sociais

### Demografia e IDH
A população é equivalente a um contingente de 9.245 habitantes (Censo 2010), sendo quase 90% desse total residente em contexto rural. Dentro dos parâmetros utilizados para o calculo do índice de desenvolvimento humano, a melhor medida do município esta relacionada à longevidade, 0,756. O pior desempenho é em educação, seguida pela renda, 0,439 e 0,498, respectivamente.
Atualmente o município apresenta um IDH de 0,549, o que de acordo com a Organização das Nações Unidas ainda o classifica como um município de baixo desenvolvimento humano. No ranking piauiense, Don Inocêncio ocupa a 164ª posição em relação a esse indicador.
O quadro de desenvolvimento populacional do município é bem instável, o que se evidencia nos dados levantados pela Fundação de Estudos e Pesquisas Socioeconômicas do Estado do Piauí. De acordo com essa entidade, após apresentar um acentuado aumento populacional entre 2000 e 2007 o município sofreu um grande déficit no seu número de habitantes já no ano de 2010.

#### Índice de Gini
A renda per capita média de Dom Inocêncio cresceu 141,74% nas últimas duas décadas, passando de R$73,33 em 1991 para R$177,27 em 2010. A taxa média anual de crescimento foi de 72,58% no primeiro período e 40,08% no segundo. A extrema pobreza que em 1991 acometia 63,32% da população reduziu para 39,23%, em 2010.
Em contrapartida aos avanços econômicos, houve o aumento na desigualdade social: o Índice de Gini passou de 0,42 em 1991 para 0,54 em 2010.

## Clima
O clima é caracteristicamente semiárido quente e com chuvas de verão. A precipitação pluviométrica média anual é definida pelo Regime Equatorial Continental, com isoietas anuais em torno de 500 mm, que se distribuem ao longo do trimestre janeiro-fevereiro-março. Com verões chuvosos, o outono e o inverno costumam ser as estações mais secas, já a primavera é marcada pelo acentuado acréscimo na temperatura seguida pelas primeiras chuvas da estação cheia.
A temperatura média anual é de 26,9 °C. O mais seco é agosto, quando a precipitação cai para 0mm, por outro, julho é o mês que também se registra as menores temperaturas, com mínimas inferiores a 18 °C. Estando inserido na mesorregião climática dos semiáridos piauiense, o município se situa sobre uma das regiões mais áridas do estado, classificada como Semiárida segundo os níveis de umidade relativa. Essa faixa climática caracterizada pelas acentuadas características de aridez concentra-se sobre parte do sudeste piauiense, norte baiano e oeste pernambucano.
Estando a uma altitude média de 340 acima do nível do mar, o município faz parte do alto vale do Canindé, segunda maior sub-bacia do estado do Piauí e afluente do Rio Parnaíba.

## O Polo Turístico das Origens
Junto a 17 outros municípios do estado, o município integra a região turística do polo das origens, onde o Parque Nacional da Serra da Capivara, junto ao Parque Nacional da Serra das Confusões, são os principais atrativos.
Tombado como Patrimônio Histórico e Cultural da Humanidade pela UNESCO, o Parque Nacional Serra da Capivara representa um dos mais importantes exemplares do patrimônio histórico-cultural do país.